# La figlia del reggimento
La figlia del reggimento (nell'originale francese La fille du régiment) è un'opéra-comique in due atti di Gaetano Donizetti. La figlia è una delle tante opere francesi di Donizetti (di cui, assieme a La Favorite, è tra le più note) composte dal maestro quando era a Parigi, ma la sola opéra-comique. L'opera infatti debuttò all'Opéra-Comique di Parigi l'11 febbraio 1840, diretta dal compositore, su libretto di Jean-François Bayard e Jules-Henri Vernoy de Saint-Georges.
Il successivo 3 ottobre avviene la prima nel Teatro alla Scala di Milano di La figlia del reggimento nella traduzione di Callisto Bassi diretta da Eugenio Cavallini.

## Cast delle prime rappresentazioni
| Personaggio                                       | Interprete (Parigi, 11 febbraio 1840) | Interprete (Milano, 3 ottobre 1840) |
| ------------------------------------------------- | ------------------------------------- | ----------------------------------- |
| Marie (Maria)                                     | Juliette Bourgeois                    | Luigia Abbadia                      |
| Tonio                                             | Mécène Marié de l'Isle                | Lorenzo Salvi                       |
| Sulpice (Sulpizio)                                | François-Louis Henry                  | Raffaele Scalese                    |
| Marquise de Berkenfield (marchesa Maggiorivoglio) | Marie-Julie Boulanger                 | Teresa Ruggeri                      |
| Hortensius (Ortensio)                             | Edmond-Jules Delaunay-Ricquier        | Gaetano Rossi                       |
| Un caporal (caporale)                             | Georges-Marie-Vincent Palianti        | Napoleone Marconi                   |
| Un notaire (notaio/paesano)                       | Léon                                  | Giovanni Battista Tiraboschi        |
| duchesse Krakenthorp (duchessa Craquitorpi)       | Marguerite Blanchard                  |                                     |

## Trama

### Atto I
La storia si svolge in un villaggio montano del Tirolo (della Svizzera nella versione italiana dell'opera) nella prima metà del XIX secolo. Gli abitanti del villaggio attendono con ansia l'assedio da parte dell'esercito francese; la Marchesa di Berckenfield, accompagnata dal fido maggiordomo Hortensius, sembra essere particolarmente interessata al loro arrivo. L'attacco viene tuttavia sventato dall'eroico 21° reggimento, che poco dopo si accampa nei pressi del villaggio; tra loro spicca la vivandiera Marie, una trovatella allevata fin dalla più tenera età dai soldati, diventata una giovane donna forte e sguaiata come una vera soldatessa. Marie considera ciascuno dei soldati uno dei suoi molti padri.
Marie confessa al sergente Sulpice di essersi innamorata di Tonio, un giovane francese che le ha salvato la vita impedendo che ella cadesse in un precipizio. Poco dopo arrivano i soldati trascinando proprio Tonio, catturato nel tentativo di infiltrarsi nel campo; in realtà il giovane intendeva soltanto rivedere Marie, la quale lo fa liberare raccontando del suo salvataggio, per poi rallegrare gli animi cantando l'inno del reggimento. Quando i soldati vengono richiamati alle armi, Tonio dichiara il proprio amore a Marie, ma la fanciulla rivela di aver giurato di non sposare nessun altro che non sia uno dei soldati. Tonio se ne va sconfortato.
Poco dopo giunge la Marchesa, che chiede a Sulpice di essere scortata fino al suo castello; la donna chiede anche notizie del capitano Robert, venendo così a sapere che questi è morto poco dopo la nascita di Marie, che si rivela essere sua figlia: la Marchesa gli consegna allora una lettera che il soldato scrisse a sua sorella, a sua volta defunta, nel quale gli affidava la figlia frutto del loro amore. La Marchesa è dunque zia di Marie, e in quanto tale rivendica il diritto e il dovere di prendersene cura. Quando Marie ne riceve la notizia rimane sconvolta, ma non può far altro che sottostare al volere del suo vero padre e della sua tutrice.
Al campo, i soldati sono ancora ignari del destino di Marie. Arriva Tonio, che pur di avere la possibilità di sposare la sua amata si è arruolato nel 21° reggimento: il giovane chiede ai soldati il permesso di fidanzarsi con Marie, ottenendo dapprima una fredda accoglienza; di fronte alla purezza dei suoi sentimenti, tuttavia, i commilitoni non possono far altro che accogliere la sua richiesta, rendendolo felicissimo. Marie, tuttavia, annuncia la sua partenza per il castello della Marchesa, gettando tutti nello sconforto.

Libretto edizione Barion (1930)

### Atto II
Il castello di Berkenfield, alcuni mesi dopo. La Marchesa tenta inutilmente di insegnare a Marie le buone maniere, ma la ragazza non può tenere a bada il suo animo combattivo, e prova forte nostalgia per il reggimento; sua zia le ha inoltre organizzato un buon matrimonio col figlio della duchessa di Krakenthorp, ma la ragazza non riesce a dimenticare il suo amato Tonio.
Il giorno della stipula del contratto matrimoniale, al castello si presenta Sulpice, il quale, ferito in battaglia, domanda ospitalità per sé e per il reggimento, che si accampa fuori dal maniero. Marie è al colmo della gioia, soprattutto perché dalla finestra sente la voce di Tonio; la Marchesa decide allora di dimostrare a Sulpice di aver reso sua nipote una perfetta gentildonna, accompagnandola al clavicembalo nell'esecuzione di una leziosa cabaletta. La fanciulla tenta di obbedire, ma ben presto il suo canto si trasforma nell'inno del reggimento: la Marchesa comprende di non poter sopprimere la natura di Marie, nondimeno insiste nel proposito di maritarla col duca.
L'intero reggimento entra nel castello per partecipare al matrimonio, e Tonio ne approfitta per amoreggiare con Marie: scandalizzata, la Marchesa ordina che il ragazzo venga portato via. Mentre viene allontanto, tuttavia, Tonio accusa la nobildonna di aver mentito: il borgomastro del villaggio l'ha infatti informato che ella non ha alcuna sorella, e dunque ha detto una menzogna per rapire Marie. Rimasta sola con Sulpice, la Marchesa gli rivela la verità: l'amante del capitano Robert era lei stessa, ma aveva dovuto nascondere la verità per non finire disonorata; chiede comunque al generale di mantenere questo segreto e convincere Marie a sposarsi.
Il castello si riempie dei nobili invitati al matrimonio. Sulpice accompagna Marie all'altare: la ragazza è affranta, ma il sergente è riuscito a convincerla a non venir meno ai propri doveri. Poco prima che ella firmi il contratto, tuttavia, irrompono i soldati del reggimento, decisi a impedire il matrimonio: di fronte al loro affetto paterno e alla sincerità dei sentimenti di Tonio, la Marchesa decide che ella non dovrà subire il suo stesso destino, e subito rompe il fidanzamento col duca per promettere Marie in moglie al suo amato. Tonio e Marie, insieme al reggimento e agli invitati, esplodono in un coro di giubilo.

## Struttura musicale
- Sinfonia

### Atto I
- N. 1 - Introduzione e Cavatina Marchesa L'ennemi s'avance - Pour une femme de mon nom (Coro, Paesano, Marchesa)
- N. 2 - Duetto Sulpicio e Maria La voilà! la voilà...mordié qu'elle est gentille!...
- N. 3 - Canto Un soir, au fond d'un précipice (Marchesa, Caporale)
- N. 4 - Rondò Maria Chacun le sait, chacun le dit (Maria, Coro, Tonio)
- N. 5 - Duetto Maria e Tonio Quoi! vous m'aimez?...
- N. 6 - Coro, Aria Tonio, Romanza Maria e Finale Rantanplan! rantanplan! - Ah! mes amis, quel jour de fête - Il faut partir! - Suis-moi! (Tonio, Coro, Sulpicio, Maria, Marchesa)

### Atto II
- N. 7 - Terzetto Maria, Sulpicio e Marchesa Le jour naissant dans le bocage
- N. 8 - Aria e Cabaletta Maria Par le range et par l'opulence - Salut à la France!
- N. 9 - Romanza Tonio Pour me rapprocher de Marie (Tonio, Marchesa, Maria, Sulpicio)
- N. 10 - Finale e Coro Generale Au secours de notre fille - Salut à la France (Coro, Tonio, Sulpicio, Maria, Duchessa, Marchesa)

## Personaggi principali
- Marie (soprano)

Marie è la giovane vivandiera del reggimento. Fu allevata dai soldati dal momento in cui il padre (il capitano Robert) morì (da qui il titolo La figlia del reggimento).
Marie è intraprendente e coraggiosa, tanto che nel secondo atto si ribella alla madre, che aveva combinato il suo matrimonio, sposandosi con Tonio.
- Tonio (tenore)

Tonio è un giovane paesano tirolese (innamorato di Marie) che compare nel primo atto quando i soldati del reggimento lo fanno prigioniero. Liberato, si arruola, e per la felicità canta forse la più famosa aria dell'opera, ossia  Ah, mes amis, quel jour de fête (in italiano Amici miei, che lieto giorno). Come già segnalato nella trama, la cabaletta che conclude la scena (Pour mon âme, in italiano Qual destin) prevede l'esecuzione di otto do acuti (più un nono nella cadenza) che, nella prassi esecutiva ottocentesca venivano eseguiti in falsetto ma che, con il passaggio ad una fonazione a piena voce secondo un gusto più moderno, hanno fatto diventare il brano un autentico pezzo di bravura di esecuzione particolarmente ostica che, in gioventù, contribuì non poco a consacrare Luciano Pavarotti e che oggi vede nel tenore peruviano Juan Diego Flórez un autentico specialista.
Nel secondo atto compare nella residenza de La marchesa di Berckenfield ormai divenuto generale.
- Sulpice (basso buffo)

Sulpice è il sergente a capo del reggimento. Padre adottivo di Marie, non vede subito di buon occhio Tonio, ma alla fine si ricrederà.
- La Marchesa di Berckenfield (mezzosoprano)

La Marchesa di Berckenfield è la madre naturale di Marie, nonché vedova del capitano Robert. Gentildonna di classe nobile, è fanatica per la musica e tenta (invano) di trasmettere questa passione alla figlia durante il breve soggiorno nella sua residenza.
- Hortensius (basso)

Hortensius è l'intendente della Marchesa di Berckenfield.

## Discografia
| Anno | Cast (Marie, Tonio, Sulpice, Marchesa)                                                                                                   | Direttore, Orchestra e Coro                                                                                    | Etichetta                          |
| ---- | --- | --- | ---------------------------------- |
| 1950 | Lina Pagliughi, Cesare Valletti, Sesto Bruscantini, Rina Corsi                                                                           | Mario Rossi, Orchestra e Coro della RAI di Milano                                                              | CD: Aura Music LRC 1115            |
| 1967 | Joan Sutherland, Luciano Pavarotti, Spiro Malas, Monica Sinclair                                                                         | Richard Bonynge, Orchestra e Coro della Royal Opera House                                                      | CD: Decca «Originals» 478 1366     |
| 1970 | Beverly Sills, Grayson Hirst, Fernando Corena, Muriel Costa-Greenspon                                                                    | Roland Gagnon, American Opera Society della Carnegie Hall                                                      | CD: Opera d'Oro B000055X2G         |
| 1978 | Reri Grist, Luigi Alva, Wladimiro Ganzarolli, Anna di Stasio                                                                             | Bruno Martinotti Orchestre de la Suisse Romande                                                                | CD: Gala Records 8712177048632     |
| 1986 | June Anderson, Alfredo Kraus, Michel Trempont, Hélia T'Hézan                                                                             | Bruno Campanella Orchestra e Coro dell'Opéra National de Paris (Videoregistrazione dal vivo all'Opéra-Comique) | VHS Video: Bel Canto Society 628   |
| 1986 | Joan Sutherland, Anson Austin, Gregory Yurisich, Heather Begg                                                                            | Richard Bonynge, The Elizabethan Sydney Orchestra & The Australian Opera Chorus                                | DVD: Opus Arte                     |
| 1995 | Edita Gruberová, Deon van der Walt, Philippe Fourcade, Rosa Laghezza, Francois Castel, Heidi Steinhaus, Andrea Raschèr, Hans-Werner Bunz | Marcello Panni Orchestra della Radio di Monaco e Coro della Radio Bavarese                                     | CD: Nightingale NC 070566-2        |
| 1996 | Mariella Devia, Paul Austin Kelly, Bruno Praticò, Ewa Podleś                                                                             | Donato Renzetti Orchestra e Coro del Teatro alla Scala                                                         | DVD: Arthaus Musik                 |
| 2008 | Natalie Dessay, Juan Diego Flórez, Alessandro Corbelli, Felicity Palmer, Duchessa: Dawn French                                           | Bruno Campanella Orchestra e Coro della Royal Opera House, da una trasmissione del 27 gennaio 2007             | DVD: Virgin Classics 5099951900298 |